# Ева Франц
Ева Франц (на фински: Eva Frantz) е финландска журналистка и писателка на произведения в жанра трилър, криминален роман, хорър и детско-юношеска литература. Пише на шведски език.

## Биография и творчество
Ева Франц е родена през 1980 г. в Хелзинки, Финландия. От малка е запалена читателка. Следва социални науки в Шведския социален и общински университет към Хелзинкския университет. След дипломирането си работи в „Ил Вега“, шведскоезичният канал на Общественото радио към Финландската национална телевизионна компания, включително като репортер, водещ, музикален репортер и онлайн репортер. Заедно с втория редактор на канала Хана Норена правят подкаста за човешките взаимоотношения Norrena & Frantz. Тя е и коментатор на канала YLE за Евровизия и водещ за представянето ѝ от 2012 г. През 2022 г. напуска работата си и се посвещава на писателската си кариера.
Първият ѝ криминален роман „Летен остров“ е издаден през 2016 г. В историята част от персонала на застрахователната компания Axelsson е в почивната ѝ вила „Летен остров“ в архипелага Поркала. Животът им е повече от прекрасен до една нощ на ужасна буря и мъгла над острова, в която телефоните спират да работят, те са откъснати от света, а смъртта идва неочаквано.
През 2018 г. е издаден хорър трилъра ѝ за юноши „Малиновия хълм“. Тежко болната и бедна Стина е изпратена в санаториума за белодробни заболявания за деца „Малиновия хълм“, който е дълбоко в гората и прилича на замък. Там се запознава с Рюбен, момчето от загадъчното 23 отделение, с когото правят нощни експедиции. Но тя чувства, че нещо не е наред и се опитва да разкрие мистерията, което я поставя в голяма опасност. Романът получава наградата „Рунеберг“ за младежка литература.
Тя е авторка на поредицата криминални романи „Анна Глад“, включваща романите „Синята вила“ (2017), „Осмата шаферка“ (2018) и „Извън играта“ (2020). В историите старши детектив Анна Глад разследва различни необичайни случаи на убийства. Романът „Осмата шаферка“ получава наградата „Улика“ за най-добър финландски криминален роман на годината.
Ева Франц живее със семейството си в Еспоо.

## Произведения

### Самостоятелни романи
- Sommarön (2016)[2][3][4]
- Hallonbacken (2018) – награда „Рунеберг“[1]
Малиновия хълм, изд. „Книги за всички“ София (2021), прев. Евгения Кръстева
- Nattens drottning (2021)
- Hemligheten i Helmersbruk (2021)

### Поредица „Анна Глад“ (Anna Glad)
1. Blå villan (2017)[2][3][4]
2. Den åttonde tärnan (2018) – награда „Улика“
3. För han var redan död (2020)